# Архипо Осиповка
Архипо Осиповка (рус. Архипо-Осиповка) насељено је место са административним статусом села на југозападу европског дела Руске Федерације. Налази се у југозападном делу Краснодарске покрајине и административно припада њеном Геленџичком градском округу.
Према подацима националне статистичке службе РФ за 2010, насеље је имала 7.853 становника.

## Географија
Село Архипо Осиповка се налази у југозападном делу Краснодарске покрајине, на обали Црног мора, на око 125 km југозападно од града Краснодара. Кроз насеље протичу реке Вулан и Тешебс.
Централни део насеља налази се на надморској висини од око 5 m, док су највиши делови на висини од 19 m. Кроз село пролази деоница националног ауто-пута М4 „Дон” на релацији Новоросијск-Туапсе.
У јужном делу насеља налазе се бројни смештајни капацитети и ресторани, док су у северном делу сеоска домаћинства.

## Историја
Пре окончања Кавкаског рата (1817−1864) на месту садашњег насеља налазило се адигејско село Псишопа (адиг. ПсышІопэ).
Савремено насеље основано је 1864. године као козачка станица Вуланска, а пар година касније насеље је преображено у село. Савремено име добија 1889. у част редова руске империјалне армије Архипа Осипова који се жртвовао током одбране тадашње Михајловске тврђаве.

## Демографија
Према подацима са пописа становништва 2010. у селу је живело 7.853 становника.
| 1970. | 1979. | 1989. | 2002. | 2010. |
| ----- | ----- | ----- | ----- | ----- |
| 5.139 | 6.949 | 7.242 | 8.066 | 7.853 |

## Привреда
У близини села се налази складиште гаса Береговаја одакле је предвиђен даљи транспорт руског гаса ка Турској преко гасовода Плави ток.